# Eucalyptus paniculata
Eucalyptus paniculata, el eucalipto corteza gris de hierro, es un árbol del género Eucalyptus. Es una especie plantada en muchas partes del mundo. Es nativa de Australia, donde está ampliamente expandida, en especial cerca de cursos de agua. Tolera condiciones salinas y  prefiere suelo de buena calidad, y alta luminosidad. 

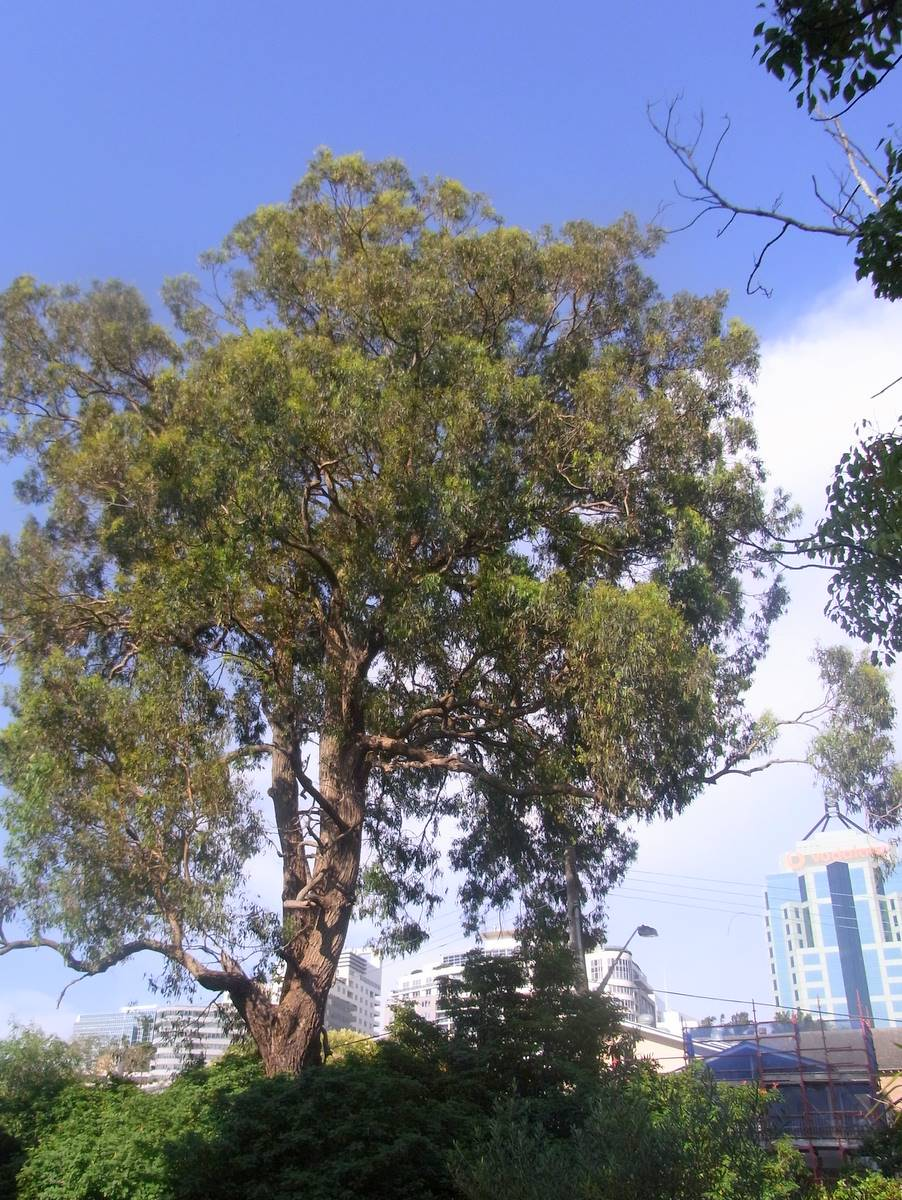
Vista del árbol

## Descripción
El fuste alcanza 30 m y más de altura, y 1 m de tronco; en buenos lugares sobrepasa los 50 m . Tiene un crecimiento lento principalmente en la fase más inicial. La corteza es gris (más clara que otras especies "ferrosas"), profundamente hendida, dura y corchosa. Persiste en pequeñas escamas. Hojas descoloridas, 8–12 cm de largo y 1,2–3 cm de ancho. Florece de mayo a enero.  Panículas terminales, con 7 flores por pedúnculo. Brotes en forma de diamante. frutos verdosos pálidos. 
Le favorece clima cálido húmedo a subhúmedo, la Tº max. media 24-31 °C, y la mín. media 1-8 °C; lluvias entre 750-1700 mm/año. Rango de altitudes, 0-500 m s. n. m.
El número de semilla/kg es de 440.000-460.000; y la fuente de semillas es Australia, Sudáfrica, Kenia. Se almacena en seco, frío y hermético por muchos años. 

## Usos
Carbón, leña, maderable.  Es excelente leña y madera para carbón 

## Madera

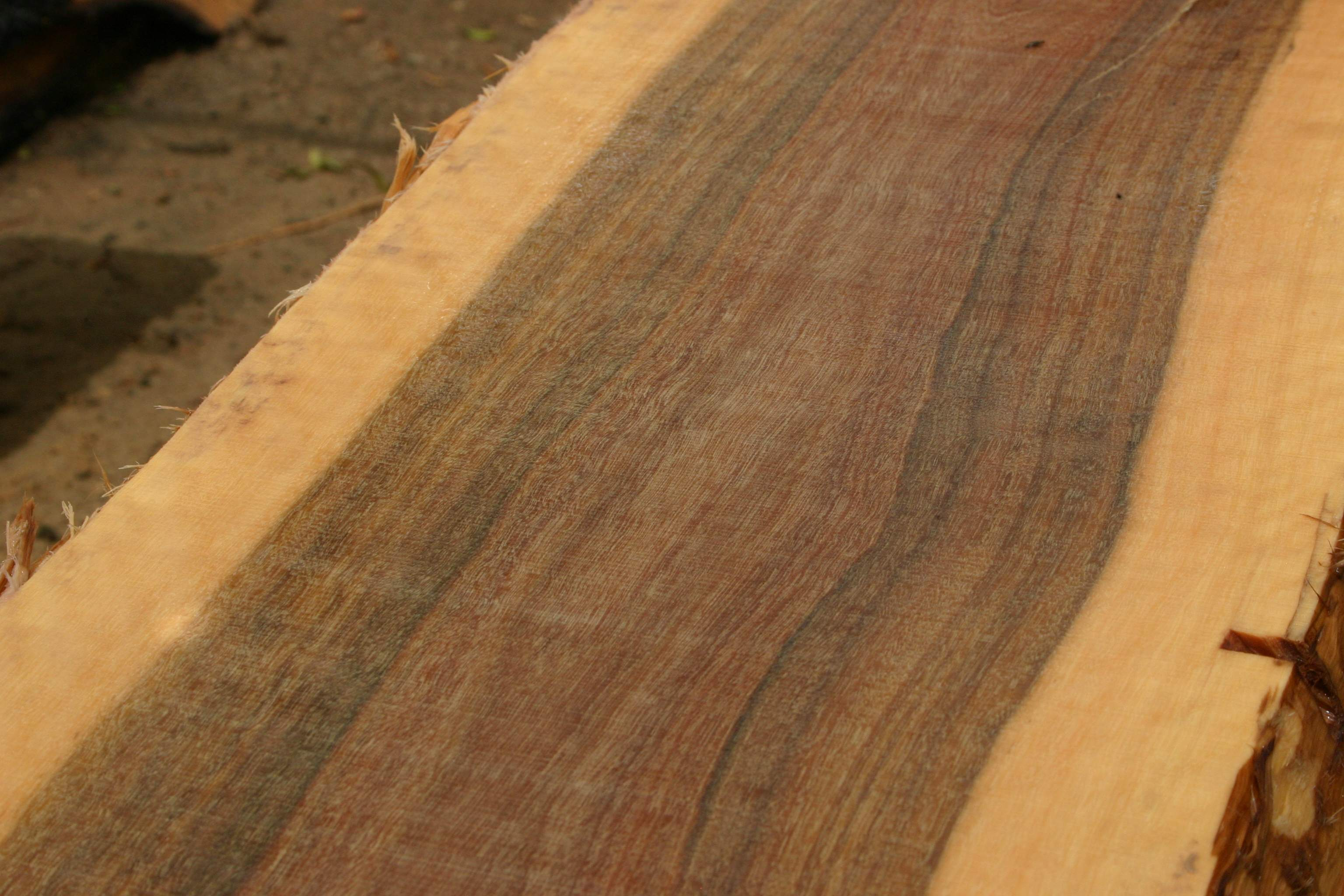
Madera

- Color: pardo, pardo oscuro o rojo
- Peso específico, g/cm³: 1,2
- Trabajabilidad: mala

Muy empleada como madera labrada, en construcciones pesadas; durmientes, puentes;  muebles. Como madera aserrada es valiosa para construir barcos y casas. Es una buena especie para postes largos.

## Taxonomía

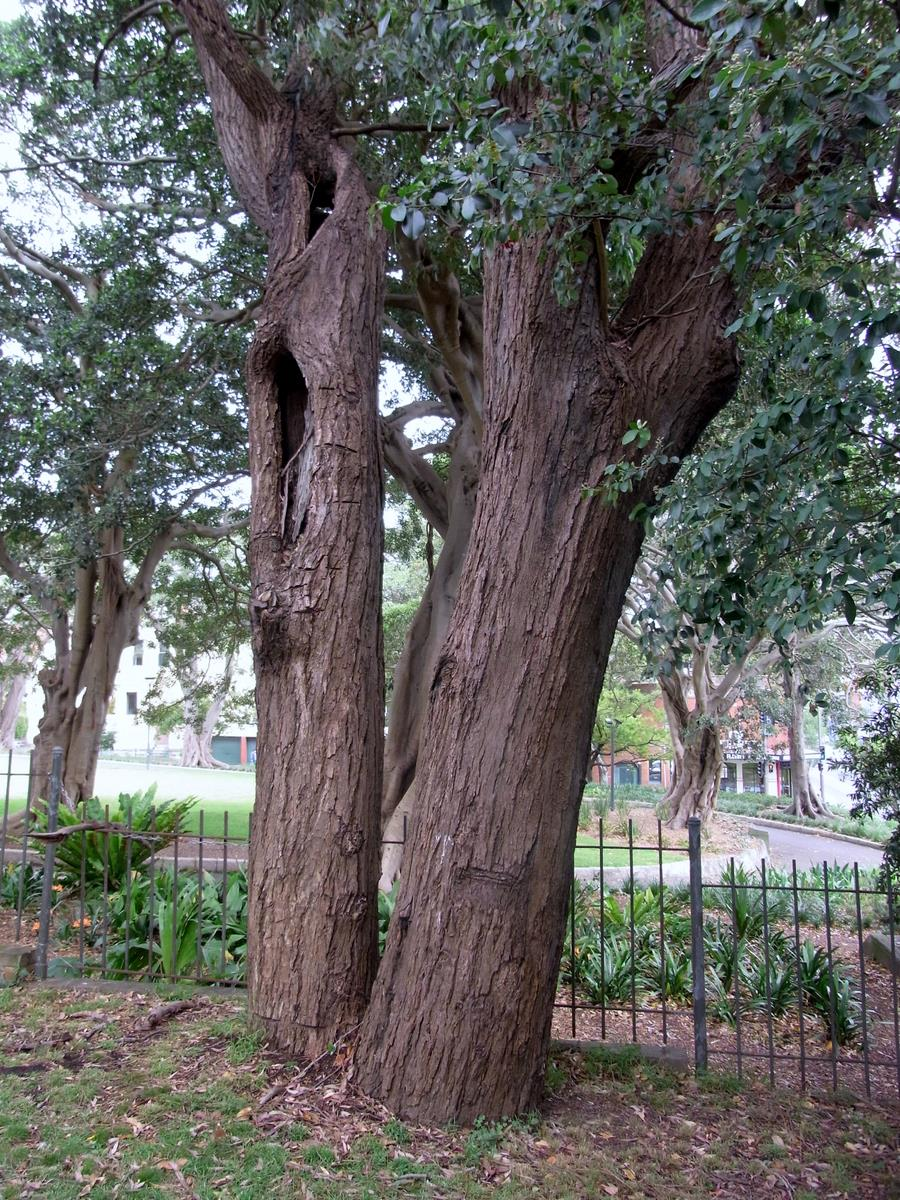
Vista del tronco

Eucalyptus paniculata fue descrita por William Faris Blakely y publicado en Transactions of the Linnean Society of London 3: 287–288. 1797.
Etimología
Eucalyptus: nombre genérico que proviene del griego antiguo: eû = "bien, justamente" y kalyptós = "cubierto, que recubre". En Eucalyptus L'Hér., los pétalos, soldados entre sí y a veces también con los sépalos, forman parte del opérculo, perfectamente ajustado al hipanto, que se desprende a la hora de la floración.
paniculata: epíteto latíno que significa "con panícula".
 Sinonimia
- Eucalyptus nanglei F.Muell. ex R.T.Baker
- Eucalyptus paniculata var. conferta Benth.
- Eucalyptus paniculata subsp. paniculata

Subespecies
- E. paniculata subespecie paniculata Sm.: hojas adultas con estomas confinados al envés, excepto una banda angosta de estomas en el haz
- E. paniculata subespecie matutina L.A.S.Johnson & K.D.Hill: hojas adultas con algunos estomas en el haz, i.e. con un trazado regular de ellos sobre el haz, pero a mucho menor densidad que los del envés.

## Fuente
- Hieber, C. 2000. Comportamiento de 10 especies de Eucaliptus en diferentes condiciones de sitio, San Lorenzo, Paraguay, Facultad de Ciencias Agrarias, 85 pág.
- Britton, N. L. & P. Wilson. 1925. Botany of Porto Rico and the Virgin Islands. Sci. Surv. Porto Rico & Virgin Islands 6(1): 25–43 [Myrtaceae only].
- Flora of China Editorial Committee. 2007. Flora of China (Clusiaceae through Araliaceae). 13: 1–548. In C. Y. Wu, P. H. Raven & D. Y. Hong (eds.) Fl. China. Science Press & Missouri Botanical Garden Press, Beijing & St. Louis.